# David Lander
David L. Lander, all'anagrafe David Leonard Landau (Brooklyn, 22 giugno 1947 – Los Angeles, 4 dicembre 2020), è stato un attore e doppiatore statunitense.

## Biografia
Di famiglia ebraica, figlio degli insegnanti Saul Landau e Stella Goldman, decide di diventare attore all'età di 10 anni, nel 1957 e compie gli studi dapprima alla High School for the Performing Arts e li continua all'Università Carnegie Mellon di Pittsburgh e l'Università di New York. Il suo ruolo più noto è quello di Andrew Helmut Squiggman, detto "Squiggy" nella sitcom Laverne & Shirley andata in onda dal 1976 al 1982, accanto al personaggio di Lenny, interpretato da Michael McKean. Il binomio con McKean iniziò durante gli studi mentre frequentavano entrambi la Carnegie Mellon University, dove iniziarono a formarsi i caratteri dei due personaggi che li porteranno al successo. Il personaggio di Squiggy nacque grazie a un cambiamento di nome, quando i produttori della serie notarono che vi erano troppi personaggi dal nome italiano nel cast. Così il nome di Anthony Squiggliano venne cambiato con quello definitivo.
Dopo Pittsburgh, approdarono a Los Angeles dove recitarono testi comici in un duo satirico denominato The Credibility Gap. Realizzarono insieme anche un album musicale sotto il nome fittizio di Lenny and the Squigtones nel 1979 ospitando Christopher Guest alla chitarra, accreditato come Nigel Tufnel, un nome che riutilizzeranno più tardi nella rock band semi-fittizia Spinal Tap. Lander e McKean appariranno insieme anche nella commedia di Steven Spielberg del 1979 1941 - Allarme a Hollywood, e nel film di Kurt Russell del 1980 La fantastica sfida. Prestarono le loro voci anche ai cugini pinguini Henry e Louie nella serie animata Oswald, andata in onda dal 2001 al 2003.
Lander è apparso in numerosi film e, sul piccolo schermo, in telefilm e spettacoli come The Bob Newhart Show, Barney Miller, Happy Days (dove riprese il personaggio di Squiggy), Viva Valdez, Sposati... con figli, I segreti di Twin Peaks, Un catastrofico successo, The Weird Al Show, Innamorati pazzi, Pacific Blue, e The Drew Carey Show. I suoi ruoli nei film furono di breve durata ma memorabili; tra questi, si segnala la parte del radiocronista del campionato di baseball femminile in Ragazze vincenti e quella del reverendo Stillwater, officiante della cerimonia nuziale in Dimmi che non è vero. Ha recitato nel ruolo di un vicino invadente in Fuga dal Natale e creò il ruolo da protagonista di Bruce Burger, il clown fuori di testa immagine di un fast food nel film Funland, diretto da Michael A. Simpson.
Da doppiatore, diede la voce a Elvis Presley nei documentari radiofonici musicali Pop Chronicles e a Jerry Lewis nella serie della Filmation Jerry Lewis Show nel 1970. Nella serie animata del fumetto Garfield diede la voce al personaggio di "Doc Boy" Arbuckle, il fratello fattore di Jon Arbuckle. Tra i suoi ultimi doppiaggi, si segnalano quelli in The Big Bang, A Bug's Life - Megaminimondo, 4 tatuaggi per un super guerriero, Oswald, Titan A.E., Tom & Jerry - Il film e la serie animata televisiva Galaxy High dove era Milo de Venus. Nel 2002, riprese per l'ultima volta il ruolo di Squiggy in voce nella sitcom animata I Simpson. In precedenza diede la voce a Smarty, il leader delle faine al servizio del giudice Morton, nel film Chi ha incastrato Roger Rabbit?, riprendendo il ruolo nel parco a tema di Disneyland Roger Rabbit's Car Toon Spin, ma il personaggio in quella occasione venne rinominato Wiseguy. Venne accreditato come Stephen Lander in Gaya. Uno degli ultimi ruoli fu quello di Ch'p nel film animato della DC Comics Green Lantern: First Flight.
Tifoso dei Pittsburgh Pirates militò brevemente nella serie minore del baseball Portland Beavers. Nel 1997 iniziò l'attività di talent scout, dapprima negli Anaheim Angels e più tardi nei Seattle Mariners. Sposato una prima volta nel 1969 con Thea Markus, dopo aver divorziato nel 1976 si risposò nel 1979 con Kathy Fields, ed ebbe da lei una figlia, Natalie Lander.
Gli venne diagnosticata la sclerosi multipla nel 1984 al Cedars-Sinai Medical Center. Rese pubblica la sua malattia nel 1999, parlandone con regolarità attraverso numerose conferenze. Nel 2002 pubblicò la sua autobiografia, intitolata Fall Down Laughing: How Squiggy Caught Multiple Sclerosis and Didn't Tell Nobody, (Smetti di ridere: come Squiggy prese la sclerosi multipla e non disse niente a nessuno) scritta con Lee Montgomery. Fu Ambasciatore di buona volontà alla National Multiple Sclerosis Society. Negli ultimi anni, colto dalla paralisi, usava una carrozzella a motore per muoversi. Morì per complicazioni legate alla sclerosi al Cedars-Sinai Medical Center di Los Angeles nel dicembre del 2020, all'età di 73 anni.

## Filmografia

### Cinema
- 1941 - Allarme a Hollywood (1941), regia di Steven Spielberg (1979)
- Io, modestamente, Mosè (Wholly Moses), regia di Gary Weis (1980)
- America, America (Pandemonium), regia di Alfred Sole (1982)
- L'uomo con la scarpa rossa (The Man with one red shoe), regia di Stan Dragoti (1985)
- Steele Justice, regia di Robert Boris (1987)
- Funland, regia di Michael A. Simpson (1987)
- I guerrieri della strada (Masters of Menace), regia di Daniel Raskov (1990)
- Steel and Lace, regia di Ernest D. Farino (1991)
- Ragazze vincenti (A League of Their Own), regia di Penny Marshall (1992)
- Innocenza tradita (Betrayal of the Dove), regia di Strathford Hamilton (1993)
- Scary Movie, regia di Keenen Ivory Wayans (2000)
- Dimmi che non è vero (Say It Isn't So), regia di J. B. Rogers (2001)
- Jane White is Sick & Twisted, regia di David Michael Latt (2002)
- Fuga dal Natale (Christmas with the Kranks), regia di Joe Roth (2004)
- Capitan Zoom - Accademia per supereroi (Zoom), regia di Peter Hewitt (2006)

### Televisione
- Autostop per il cielo (Highway to Heaven) - serie TV, episodio 2x08 (1985)

### Videogiochi
- Isola LEGO - videogioco per PC, voce del Briccone (1997)

## Doppiatori italiani
- Carlo Valli in Un catastrofico successo
- Riccardo Peroni in 4 tatuaggi per un super guerriero
- Luciano Roffi in Pacific Blue
- Luca Sandri in Isola LEGO